# Langschwanz-Riesenratten
Die Langschwanz-Riesenratten (Leopoldamys) sind eine Nagetiergattung aus der Gruppe der Altweltmäuse (Murinae). 

## Beschreibung
Diese Nagetiere erreichen eine Kopf-Rumpf-Länge von 18 bis 28 Zentimetern, der Schwanz ist mit 30 bis 42 Zentimetern deutlich länger. Ihr Gewicht beträgt 200 bis 500 Gramm. Das Fell ist kurz, die braune Oberseite ist durch eine deutliche Linie von der weißen Unterseite getrennt. Die Hinterfüße sind lang und schlank, die Ohren klein und kaum behaart. 
Langschwanz-Riesenratten leben in Südostasien, ihr Verbreitungsgebiet erstreckt sich vom nordöstlichen Indien über die Malaiische Halbinsel bis Java und Borneo. Sie leben in Wäldern und halten sich sowohl am Boden als auch auf den Bäumen auf. Ihre Nahrung besteht sowohl aus Insekten und anderen Kleintieren als auch aus diversen Pflanzenteilen.

## Innere Systematik
Seit der Aufstellung der Gattung Leopoldamys durch Ellerman 1947 anhand der Typusart Leopoldamys sabanus wurden mindestens 28 Taxa innerhalb der Gattung beschrieben. Meist handelt es sich um Unterarten. Außerdem wird vermutet, dass es einige Artenkreise innerhalb der Gattung gibt, deren einzelne Arten auch mit molekulargenetischen Methoden noch nicht ausreichend aufgeschlüsselt werden konnten.
Es werden mindestens neun Arten unterschieden (Stand Ende 2013):
- Sunda-Langschwanz-Riesenratte (Leopoldamys ciliatus) kommt im Norden der Malaiischen Halbinsel in Höhenlagen ab 1000 m vor. Die Art wurde früher als Unterart von Leopoldamys edwardsi angesehen.
- Edwards-Langschwanz-Riesenratte (Leopoldamys edwardsi) lebt im nördlichen Südostasien, vom nordöstlichen Indien bis ins südliche China.
- Herbert-Langschwanz-Riesenratte (Leopoldamys herberti) kommt in Vietnam, Laos und Thailand vor.
- Millet-Langschwanz-Riesenratte (Leopoldamys milleti) ist in den Lang-Bian-Bergen im Hochland um Dà Lat im südlichen Vietnam endemisch.
- Neill-Langschwanz-Riesenratte (Leopoldamys neilli) bewohnt vereinzelte Kalksteingebiete im nördlichen Thailand.
- Leopoldamys revertens ist in Vietnam, Laos und Thailand beheimatet und wurde früher als Unterart zu Leopoldamys sabanus gezählt.
- Südasiatische Langschwanz-Riesenratte (Leopoldamys sabanus) ist auf Borneo und Java verbreitet.
- Mentawei-Langschwanz-Riesenratte (Leopoldamys siporanus) kommt nur auf den Mentawai-Inseln vor der Küste Sumatras vor.
- Leopoldamys vociferans ist auf der Malaiischen Halbinsel im Tiefland beheimatet.

## Äußere Systematik
Systematisch werden die Langschwanz-Riesenratten innerhalb der Altweltmäuse in die Dacnomys-Gruppe eingeordnet.

## Gefährdung
Die IUCN listet Leopoldamys siporanus aufgrund des kleinen Verbreitungsgebietes als „stark gefährdet“ (endangered), für Leopoldamys neilli fehlen genaue Daten, die übrigen Arten sind ungefährdet (least concern).